# 迪馬科
迪馬科是非洲中西部國家喀麥隆的城鎮，由東部省負責管轄，位於首府貝爾圖阿以南，有蚊子和蚜蟲出沒的潮濕森林窒礙當地發展旅遊業，人口約8,600。

## 外部連結
- Dimako Council Forest

4°23′N 13°34′E / 4.383°N 13.567°E